# Universo oscilante
El universo oscilante es una hipótesis científica propuesta por Richard Tolman, la que se propone que el universo sufre una serie infinita de oscilaciones; cada una de las cuales inicia con un Big Bang, y termina con un Big Crunch. El universo se expande por un tiempo, antes de que la atracción gravitacional de la materia produzca un acercamiento, hasta llegar a un colapso y sufrir, seguidamente, un Gran Rebote. Es un modelo cíclico en el que cualquiera de los modelos teóricos cosmológicos en los que la historia del universo describe una cadena interminable de ciclos autosostenibles, por ejemplo, una cadena de Big Bangs y Big Crunchs.
Un nuevo modelo cíclico es el modelo basado en la cosmología de branas sobre la formación del universo, derivado del anterior modelo ecpirótico. Se propuso en 2001 por Paul Steinhardt de la Universidad de Princeton y Neil Turok de la Universidad de Cambridge. La teoría describe un universo emergiendo hacia la existencia no sólo una vez, sino en repetidas ocasiones a través del tiempo.  La teoría podría explicar por qué una misteriosa cosa repulsiva de energía conocida como la "constante cosmológica" está acelerando la expansión del universo, que es de varios órdenes de magnitud menor que la predicha por el modelo estándar del Big Bang.
Se propuso en 2007 un modelo cíclico diferente basándose en la noción de la energía fantasma por Lauris Baum y Paul Frampton de la Universidad de Carolina del Norte en Chapel Hill.

## Teoría
En la década de 1930, los físicos teóricos, en particular, Albert Einstein, consideró la posibilidad de un modelo cíclico para el universo como una alternativa a la del Big Bang. Sin embargo, el trabajo de Richard Tolman reveló que estos primeros intentos fracasaron debido al problema que la entropía encumbra, que según la mecánica estadística, esta aumenta debido a la segunda ley de la termodinámica.  Esto implica que en sucesivos ciclos el universo crece más y más en cada ciclo.  Y extrapolando hacia atrás en el tiempo, los ciclos antes de convertirse en el presente ciclo eran menores y más cortos, y en un punto hubo un ciclo iniciado por un Big Bang, no pudiendo eliminarlo de la teoría cíclica. Esta situación siguió siendo desconcertante para muchos, hasta las primeras décadas del siglo XXI cuando la recién descubierta energía oscura sembró una nueva esperanza para la cosmología cíclica. Una posible solución a este problema podría encontrarse en la materia oscura.
Si bien esta teoría fue aceptada durante un tiempo por los cosmólogos, quienes pensaban que alguna fuerza debería impedir la formación de singularidades gravitacionales conectando el Big Bang con un anterior Big Crunch, las singularidades matemáticas que aparecían en los cálculos eran el resultado de la idealización matemática, y serían resueltas por un tratamiento más cuidadoso. Sin embargo, en los años 1960, Stephen Hawking, Roger Penrose y George Ellis mostraron que las singularidades son una característica universal de las cosmologías, incluido el Big Bang, sin que puedan ser evitadas con ninguno de los elementos de la relatividad general. 
Teóricamente, el universo oscilante no se compararía con la segunda ley de la termodinámica; la entropía aumentaría en cada oscilación de manera que no se regresaría a las condiciones anteriores. Sostiene que la fuerza gravitatoria del universo sería capaz de formar su expansión.

## El modelo Steinhardt–Turok
En este modelo cíclico basado en la cosmología de branas, rival del modelo inflacionario, dos láminas tridimensionales o 3-branas colisionan periódicamente.  Según esta teoría la parte visible del universo de cuatro dimensiones representa una de esas branas,  quedando la otra brana oculta a todas las fuerzas de la naturaleza excepto la gravedad. Cada ciclo consiste en que cada una de las branas dentro de un espacio-tiempo tetradimensional y separadas por una dimensión espacial muy corta y seis enrolladas chocan con cierta periodicidad creando condiciones parecidas a las del big bang del modelo inflacionario.
Según la teoría, después de millones de años, al aproximarse el final de cada ciclo la materia y la radiación se diluyen a casi cero debido a una expansión acelerada del universo alisando las dos branas pero con pequeños rizos o fluctuaciones cuánticas aún presentes que imprimirán en el próximo choque con no uniformidades que crearán grumos o cúmulos que generarán estrellas y galaxias. 
Este modelo tiene la ventaja sobre el modelo inflacionario en que cada colisión no es el comienzo del universo y  resuelve el problema del horizonte, monopolos magnéticos y de planitud de otra forma más lenta, debido a que antes del choque ya las membranas y su fuerza entre ellas (energía oscura) imprimirían características de antemano en el próximo ciclo dándole su homogeneidad (isotropía) y su geometría euclidiana (plana) como en  nuestro universo.
Este  nuevo modelo evade el efecto de la entropía que se observaba en el modelo de Tolman pero no evade la probabilidad de que las fluctuaciones cuánticas irrumpan un ciclo, doblando una brana sobre la otra, atascando el modelo.  Esto provocaría que no se sigan los ciclos indefinidamente. Aunque se propone que estos ciclos pueden ser indefinidos mientras que la solución sea un atractor.  Además,  al igual que la inflación cósmica, es sabido que mientras el carácter general de las fuerzas (como en el modelo ecpirótico, o como la fuerza entre branas) requiere de fluctuaciones del vacío, ahí todavía no hay un candidato entre la física de partículas.  Aún la teoría es altamente especulativa y aún no se comprende exactamente lo que sucede al colisionar dos branas.  Incluso la misma teoría M es todavía controversial entre los físicos.

## Vida en un universo oscilante
Del mismo modo que se ha especulado, hipotéticamente, con las posibles formas de vida existentes en un universo en expansión eterna, también se ha hecho lo mismo con formas de vida existentes, en los momentos finales de un universo en contracción (durante los estados iniciales de dicha contracción). Incluso, ya avanzada esta, y gracias a la tecnología que pudieran desarrollar para adaptarse, a las condiciones existentes entonces, dichos seres vivos no serían muy distintos a nosotros (al menos en el sentido de estar basados en el carbono y en que su metabolismo lo sea en reacciones químicas) y, como en el primer caso, dichas formas de vida serían radicalmente distintas a nosotros.

## Como podría afectarnos esa teoría.
El Big Crunch que existe en el universo oscilante es altamente peligroso si se comprime hasta donde nos ubicamos, existe la posibilidad de que nosotros también nos comprimamos pero no se puede confirmar esto.